# Associazione Calcio Marzotto 1950-1951
Questa voce raccoglie le informazioni riguardanti l'Associazione Calcio Marzotto nelle competizioni ufficiali della stagione 1950-1951.

## Rosa
| N. |                   | Ruolo | Calciatore           |
| -- | ----------------- | ----- | -------------------- |
|    | Italia (bandiera) | D     | Giorgio Bordignon    |
|    | Italia (bandiera) | P     | Pietro Borriero      |
|    | Italia (bandiera) | D     | Bruno Bruna          |
|    | Italia (bandiera) | C     | Spartaco Bulgarelli  |
|    | Italia (bandiera) | A     | V. Centofante        |
|    | Italia (bandiera) | P     | Andrea Carlo Corazza |
|    | Italia (bandiera) | A     | Tiziano Ederosi      |
|    | Italia (bandiera) | C     | Livio Fongaro        |
|    | Italia (bandiera) | D     | Walter Giacomello    |

| N. |                   | Ruolo | Calciatore         |
| -- | ----------------- | ----- | ------------------ |
|    | Italia (bandiera) | A     | Danilo Marchioro   |
|    | Italia (bandiera) | A     | O. Piatto          |
|    | Italia (bandiera) | C     | Enrico Radio       |
|    | Italia (bandiera) | A     | Ettore Resi        |
|    | Italia (bandiera) | P     | Davide Ronchetti   |
|    | Italia (bandiera) | A     | Sergio Scudeler    |
|    | Italia (bandiera) | A     | Aldo Simoncello    |
|    | Italia (bandiera) | A     | Marcello Svorenich |
|    | Italia (bandiera) | C     | Mario Toniolo      |

## Risultati

### Serie C

#### Spareggio promozione
| Ferrara 17 giugno 1951                                                                         | Marzotto Valdagno | 3 – 1        | Marzoli Palazzolo | Stadio Paolo Mazza |
| \| \| \| \| \| Tambini 13’ (aut.) Svorenich 37’ Bulgarelli 78’ \| Marcatori \| Svanetti 79’ \| |                   |              |                   |                    |
|                                                                                                |                   |              |                   |                    |
| Tambini 13’ (aut.) Svorenich 37’ Bulgarelli 78’                                                | Marcatori         | Svanetti 79’ |                   |                    |